# Dnevnik (Sofia)
Dnevnik (bulgarisch Дневник, deutsche Transkription: Dnewnik, auf Deutsch etwa Tagblatt) ist eine wirtschaftlich orientierte bulgarische Tageszeitung, die seit 2001 montags bis freitags erscheint. Der Onlinedienst von Dnevnik ist Partnerportal von Euractiv.
Bis Anfang 2005 wurde die Zeitung im Broadsheet-Format gedruckt und war damit die letzte bulgarische Zeitung, die dieses Großformat verwendete. Nachdem eine Umfrage im Jahr 2005 ergab, dass über 50 Prozent der Leserschaft eine kleinere und dickere Zeitung bevorzugen würden, wechselte man zu einem kompakteren Format. Die Redaktion vertritt einen liberalen Kurs: der Staat soll weniger eingreifen und der Wirtschaft mehr Freiraum einräumen. Wie auch das einflussreiche Wochenblatt, das Wirtschafts- und Politikmagazin Capital, wird die Zeitung Dnevnik von der Economedia mit Sitz in Sofia herausgegeben.
Die deutsche Verlagsgruppe Georg von Holtzbrinck (u. a. Handelsblatt) hielt einen 50-prozentigen Anteil an der Economedia. Allerdings kauften die bulgarischen Eigentümer der Economedia diese Aktien im November 2007 zurück.
Dnevnik hat eine Druckauflage von 12.000 bis 15.000 Exemplaren. 6.000 Exemplare gehen an zahlende Abonnenten, 2.000 bis 5.000 Exemplare werden gratis verteilt und 5.000 Exemplare gehen an Zeitungsstände und Kioske. Im November 2005 lancierte das Blatt die Beilage Morski Dnevnik (morski ist das Adjektiv zu Meer / Deutsch: Meeres-Tageblatt) für die bulgarische Schwarzmeerregion, die zusammen mit der Freitagsausgabe erscheint.
Dnevnik veröffentlicht eine tägliche Internetausgabe auf Bulgarisch und Englisch und verschickt die wichtigsten Schlagzeilen des Tages per E-Mail in einer der beiden Sprachen an alle Abonnenten dieses kostenlosen Dienstes. Außerdem wird ein RSS-Kurznachrichtendienst auf Bulgarisch angeboten.
2009 bekam Dnevnik von der bulgarischen Web Association den Preis für die beste Informationsinternetseite verliehen.
Georgi Gospodinow veröffentlicht regelmäßig Beiträge in seiner Kolumne bei Dnevnik.